# پریچویچ
پریچویچ (به صربی: Pričević) یک منطقهٔ مسکونی در صربستان است که در والیفو واقع شده‌است. پریچویچ ۵۱۹ نفر جمعیت دارد.